# Marius Žaliūkas
Marius Žaliūkas (Kaunas, 10 november 1983 - 31 oktober 2020) was een Litouws voetballer (verdediger), die sinds 2014 voor Rangers uitkomt. Voorheen speelde hij voor FK Inkaras Kaunas, FBK Kaunas, FK Šilutė,  Heart of Midlothian FC en Leeds United AFC.
Žaliūkas debuteerde op 26 augustus 2006 voor Hearts FC in de thuiswedstrijd tegen Inverness Caledonian Thistle FC. De wedstrijd werd met 4-1 verloren.